# Burleigh (Nouvelle-Zélande)
Pour les articles homonymes, voir Burleigh.
Burleigh est une banlieue interne de la cité de Blenheim, dans la région de Marlborough dans l’Île du Sud de la Nouvelle-Zélande,.

## Installations
Le marae d’Ōmaka est localisé dans la banlieue de Burleigh. C’est un marae (lieu de rassemblement) pour les Tarakaipa (en), le hapū (sous-tribu) des Ngāti Apa ki te Rā Tō (en) et qui inclut le wharenui (en) «Te Aroha o te Waipounamu» (maison de rencontre),.